# 阿萨姆温氏蛛
阿萨姆温氏蛛（学名：Wendilgarda assamensis）为球体蛛科温氏蛛属的动物。其种加词“assamensis”意为“印度阿萨姆邦的”。分布于印度以及中国大陆的云南等地，多栖息于洞穴。该物种的模式产地在印度。